# 司蒂鮗
司蒂鮗為輻鰭魚綱鱸形目鱸亞目七夕魚科的其中一種，分布於西太平洋區，包括澳洲、巴布亞紐幾內亞、斐濟等海域，棲息深度可達35公尺，體長可達9.4公分，棲息在珊瑚礁，屬肉食性，雄魚有護卵的行為。